# Purús (província)
Purús é uma província do Peru localizada na região de  Ucayali. Sua capital é a cidade de Esperanza.

## Distritos da província
- Purús